# Varanus mitchelli
Varanus mitchelli är en ödleart som beskrevs av Mertens 1958. Varanus mitchelli ingår i släktet Varanus och familjen Varanidae. Inga underarter finns listade i Catalogue of Life. Artepitet i det vetenskapliga namnet hedrar den australiska herpetologen Francis John Mitchell.
Arten förekommer i delstaterna Northern Territory och Western Australia i Australien. Honor lägger ägg. Denna ödla lever i träskmarker och vid laguner. Den besöker ofta vattnet och äter groddjur, små ödlor, fiskar och vattemlevande insekter. Enligt uppskattningar blir exemplaren efter 3 till 4 år könsmogna och de lever 10 år.
Många individer dör när de äter den giftiga agapaddan. I vissa regioner minskade populationen med upp till 97 procent under början av 2000-talet. På några öar finns ingen agapadda än. IUCN listar arten som akut hotad (CR).